# Farinha de peixe

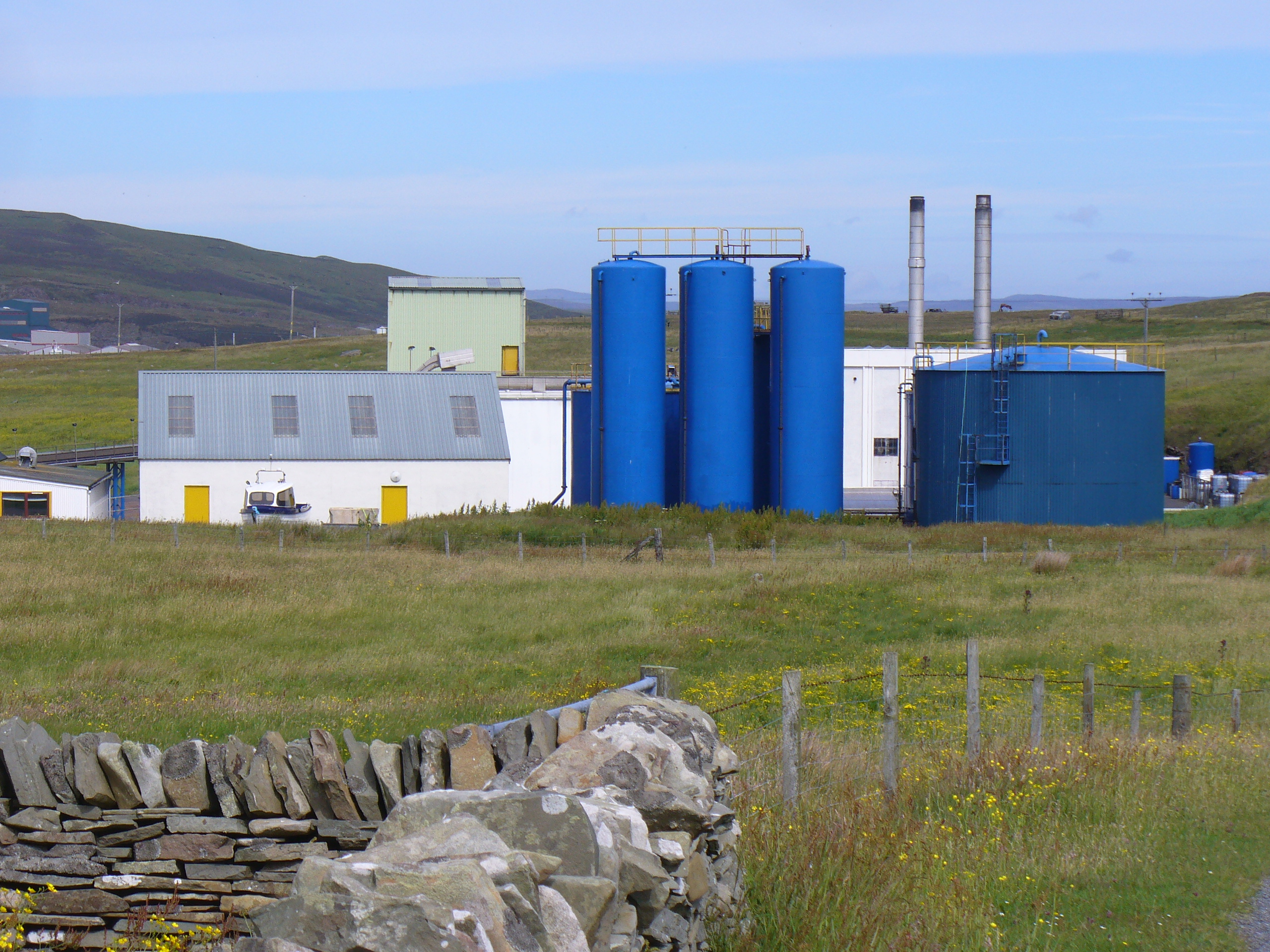
Fábrica de farinha de peixe (Bressay, Shetland).

Farinha de peixe, ou farinha de pescado, é um produto proteico obtido do processamento industrial de subprodutos da pesca (peixes sem interesse comercial, vísceras, cabeças, espinhas e restos do processamento do peixe), durante o qual se procede à cozedura, trituração, secagem (redução do teor em água) e extracção de óleos. O produto final é em média constituído em 70% a 80% por proteinas e gorduras digeríveis, com um conteúdo energético superior a outros alimentos proteícos de origem animal ou vegetal, proporcionando uma fonte concentrada de proteína de alta qualidade e gorduras ricas em ácidos gordos omega-3, DHA e EPA, compostos indispenséveis para o rápido crescimiento dos animais. Os principais produtores são o Chile e o Peru.

## Usos
A farinha de peixe é utilizada como aditivo no alimento para aves, em especial galinhas poedeiras, suínos, ovinos e bovino, em especial vacas leiteiras. É também utilizado como ração para animais aquáticos criados em aquicultura, especialmente para a criação de camarão em em operacções de piscicultura. O uso de farinhas de peixe reduz significativamente os custos de produção industrial desses animais para o seu rápido crescimento, melhorando a sua situação nutricional, com importantes reflexos na melhoria da fertilidade e na saúde dos animais, causando uma acentuada diminuição da incidência de doenças.
Estudos realizados pela Organização Internacional da Farinha e Óleo de Peixe (International Fishmeal and Fish Oil Organisation ou IFFO) estimam que até 2013 a procura de farinha de peixe suba em 4 milhões de toneladas, devido à variedade de aplicações deste produto industrial. A sua utilização pode ser limitada pela disponibilidade ou custo, já que a procura excede a oferta previsível.
Os principais produtores são o Chile e o Peru, que conjuntamente produzem cerca de 70% da produção mundial. Os principais mercados consumidores são a China e a União Europeia, mas mais de cinquenta países importam a partir dos dois grandes produtores mundiais. Em 2003, o Chile e o Peru apresentaram um protesto conjunto na Organização Mundial do Comércio contra as restrições à importação que fins protecionistas, visando a estabelecer definitivamente a liberdade de exportação para a União Europeia.
A farinha de peixe é sujeita a combustão espontânea, sendo necessário seguir regras especiais de segurança durante o transporte e armazenamento.